# Osera de Ebro
Osera de Ebro är en kommun i Spanien.   Den ligger i provinsen Provincia de Zaragoza och regionen Aragonien, i den nordöstra delen av landet, 290 km öster om huvudstaden Madrid. Antalet invånare är 449. Arean är 24,0 kvadratkilometer.
Terrängen i Osera de Ebro är platt.